# 埃爾多拉多 (伊利諾伊州)
埃爾多拉多（英語：Eldorado）是一個位於美國伊利諾伊州薩林縣的城市。

## 地理
埃爾多拉多的座標為37°48′51″N 88°26′27″W / 37.81417°N 88.44083°W，而該地的平均海拔高度為119米（即390英尺）。

## 人口
根據2010年美國人口普查的數據，埃爾多拉多的面積為6.59平方千米，當中陸地面積為6.49平方千米，而水域面積為0.10平方千米。當地共有人口4122人，而人口密度為每平方千米625.49人。